# Archispirostreptus punctiporus
Archispirostreptus punctiporus är en mångfotingart som beskrevs av Filippo Silvestri 1897. Archispirostreptus punctiporus ingår i släktet Archispirostreptus och familjen Spirostreptidae. Inga underarter finns listade i Catalogue of Life.